# Death Mechanism
Death Mechanism ist eine italienische Thrash-Metal-Band aus Verona, die im Jahr 2003 gegründet wurde. Die Gruppe spielte bisher unter anderem zusammen mit Bands wie Bulldozer, Sadus, Sodom, Destruction, Tankard und Impaled Nazarene.

## Geschichte
Die Band wurde im Februar 2003 von dem Gitarristen und Sänger Alessandro Pozza gegründet, nachdem sich seine vorherige Band O.D.O. aufgelöst hatte. Etwas später begann er mit den Aufnahmen des ersten Demos. Hierfür kamen der Schlagzeuger PiGy und der Gitarrist Miles hinzu. Danach kam im September 2003 der Ex-O.D.O.-Schlagzeuger Rambo zur Besetzung, ehe der Bassist Daniele hinzukam. Nach einigen Proben folgten Konzerte. Im Februar 2004 nahm die Band mit Necrotechnology ein weiteres Demo auf. Danach schlossen sich weitere Auftritte an, unter anderem auch als Vorband für Sadus. Im Jahr 2006 kam Emanuele „Manu“ Collato (Bulldozer) als neuer Schlagzeuger zur Band. Im selben Jahr erschien zudem das Debütalbum Human Error… Global Terror über Thrash Massacre Records und Morbid Tales Records. Das zweite Album Mass Slavery erschien im Jahr 2010 bei Jolly Roger Records, ehe im Jahr 2011 Pedro als neuer Bassist zur Besetzung kam. 2013 erschien das Album Twenty-First Century über Scarlet Records. Der Tonträger wurde von Tommy Vetterly (Coroner, 69 Chambers) produziert. Zudem steuerte er auch ein Gitarrensolo für das Lied Collapse 2000 A.D. bei.

## Stil
Laut Marc Halupczok vom Metal Hammer klinge die Band auf Mass Slavery weniger durch Bands wie Coroner und Sadus beeinflusst, wie von der Band behauptet, sondern viel mehr durch frühe Kreator und Sodom. Die Band sei zwar auf einem spieltechnisch höheren Niveau, sei jedoch klanglich auf alt getrimmt. Laut Kai Krings vom Metal Hammer spiele die Band auf Twenty-First Century aggressiven Thrash Metal, der für dieses Genre jedoch sehr progressiv sei.

## Diskografie
- 2003: Demo (Demo, Eigenveröffentlichung)
- 2004: Nechrotecnology (Demo, Eigenveröffentlichung)
- 2006: Human Error… Global Terror (Album, Thrash Massacre Records / Morbid Tales Records)
- 2008: War Crimes (Demo, Eigenveröffentlichung)
- 2010: Mass Slavery (Album, Jolly Roger Records)
- 2013: Twenty-First Century (Album, Scarlet Records)